# Вебер, Людвиг
Людвиг Вебер (нем. Ludwig Weber, 29 июля 1899, Вена — 9 декабря 1974, Вена) — австрийский оперный певец (бас).

## Биография
Вебер получил музыкальное образование в родном городе, в 1920 году дебютировал в Венской народной опере и в течение нескольких лет исполнял там небольшие партии. В 1931 году, после успешного выступления на Вагнеровском фестивале в Мюнхене, он был приглашён в 1933 году в Баварскую государственную оперу в Мюнхене и вскоре начал гастролировать за границей.
Начиная с 1936 года он несколько лет пел в Королевском театре Ковент-Гарден в Лондоне, а с 1945 года до конца своей карьеры в 1965 году — в Венской государственной опере. Он много гастролировал по всем крупным европейским оперным сценам, а также в Театре Колон в Буэнос-Айресе.
С 1961 года профессор Людвиг Вебер преподавал в консерватории «Моцартеум» в Зальцбурге.
В 1951—1962 годах Вебер регулярно принимал участие в Байройтском фестивале.
Голос Вебера считается одним из лучших басов XX века. У знатоков Людвиг Вебер ассоциируется прежде всего с исполнением опер Рихарда Вагнера: «Парсифаль», «Гибель богов», «Золото Рейна», ‘’Тристан и Изольда", а также «Волшебной флейты» Моцарта, «Бориса Годунова» Мусоргского и «Кавалера розы» Рихарда Штрауса.
Преемником Людвига Вебера по певческой манере и голосовым данным считается Курт Молль.

## Избранная дискография
- «Борис Годунов» — Борис Годунов, избранные сцены, дирижёр Карл Леонгардт и Штутгартский оркестр
- «Гибель богов» — Хаген, избранные сцены, дирижёр Вильгельм Фуртвенглер (1937)
- «Гибель богов» — Хаген, дирижёр Рудольф Моральт (1949)
- «Волшебная флейта» — Зарастро, дирижёр Герберт фон Караян (1950)
- «Кольцо Нибелунга» — Фазольт, Хундинг, Фафнер и Хаген, дирижёр Вильгельм Фуртвенглер (1950)
- «Золото Рейна» — Фазольт, дирижёр Йозеф Кайльберт (1951)
- «Парсифаль» — Гурнеманц, дирижёр Ханс Хнаппертсбуш (1951)
- «Гибель богов» — Хаген, дирижёр Ханс Кнаппертсбуш (1951)
- «Тристан и Изольда» — Король Марк, дирижёр Герберт фон Караян (1952)
- «Парсифаль» — Гурнеманц, дирижёр Клеменс Краус (1953)
- «Кавалер розы» — Барон Окс, дирижёр Эрих Клайбер (1954)
- «Нюрнбергские мейстерзингеры» — Погнер, золотых дел мастер, дирижёр Ханс Росбауд (Милан, 1955)
- «Летучий голландец» — Даланд, дирижёр Ханс Кнаппертсбуш (1955)
- «Нюрнбергские мейстерзингеры» — Котнер, пекарь, дирижёр Ханс Кнаппертсбуш (1960)

1. ↑  https://www.friedhoefewien.at/verstorbenensuche-detail?fname=Ludwig+Weber&id=04%3EAMZ2EGT&initialId=04%3EAMZ2EGT&fdate=1974-12-18&c=012&hist=false